# مارسيلو منديز (مبارز بالسيف)
مارسيلو منديز (بالإسبانية: Marcelo Méndez)‏ هو مبارز بالسيف أرجنتيني، ولد في 23 مارس 1956.

## وصلات خارجية
- مارسيلو منديز على موقع أوليمبيديا (الإنجليزية)